# فيليب كلاينغمان
فيليب كلاينغمان (بالألمانية: Philipp Klingmann)‏ (22 أبريل 1988 بهايدلبرغ في ألمانيا - ) هو لاعب كرة قدم ألماني في مركز الدفاع. لعب مع نادي ساندهاوزن ونادي كارلسروه ونادي هوفنهايم ونادي كارلسروه 2 ‏.

## روابط خارجية
- فيليب كلاينغمان على موقع قاعدة بيانات كرة القدم.إي يو (الإنجليزية)
- فيليب كلاينغمان على موقع بيانات كرة القدم. دي إي (الألمانية)
- فيليب كلاينغمان على موقع عالم كرة القدم.نت (الإنجليزية)